# 36. Kongress der Vereinigten Staaten
Der 36. Kongress der Vereinigten Staaten, bestehend aus dem Repräsentantenhaus und dem Senat, war die Legislative der Vereinigten Staaten. Seine Legislaturperiode dauerte vom 4. März 1859 bis zum 4. März 1861. Alle Abgeordneten des Repräsentantenhauses sowie ein Drittel der Senatoren (Klasse II) waren im Jahr 1858 bei den Kongresswahlen gewählt worden. Dabei ergaben sich in den Kammern unterschiedliche Mehrheiten. Während die Demokratische Partei im Senat die Mehrheit hatte, war im Repräsentantenhaus die Republikanische Partei in der Mehrheit. Aufgrund der Austritte einiger Südstaaten (siehe unten) verschoben sich die Mehrheitsverhältnisse im Senat zu Gunsten der Republikaner. Der Kongress tagte in der amerikanischen Bundeshauptstadt Washington, D.C. Präsident war der Demokrat James Buchanan. Die Vereinigten Staaten bestanden damals aus 33 Bundesstaaten. Im Januar 1861 kam mit Kansas der 34. Staat hinzu. Allerdings waren zwischen den Kongresswahlen 1860 (37. Kongress) und dem Ende der Legislaturperiode des 36. Kongresses (4. März 1861) die Staaten South Carolina, Mississippi, Florida, Alabama, Georgia, Louisiana und Texas aus der Union ausgetreten, was diese aber nicht anerkannte. Der Kongress lehnte die Austritte der Südstaaten ab. Die meisten der Abgeordneten und Senatoren aus den Südstaaten gaben freiwillig ihre Ämter auf. Andere wurden als Anhänger der sogenannten Rebellen aus dem Kongress ausgeschlossen. Der Austritt dieser Bundesstaaten erfolgte vor dem Hintergrund des sich abzeichnenden Amerikanischen Bürgerkriegs. Die Sitzverteilung im Repräsentantenhaus basierte auf der Volkszählung von 1850.

## Wichtige Ereignisse
Siehe auch 1859 1860 und 1861
- 4. März 1859: Beginn der Legislaturperiode des 36. Kongresses
- Die gesamte Legislaturperiode ist von den Spannungen zwischen dem Norden und dem Süden im Vorfeld des Bürgerkriegs geprägt. Außerdem gehen im Westen die Indianerkriege weiter.
- 8. Juni 1859: In Virginia City im späteren Staat Nevada wird die Comstock Lode entdeckt. Ihre Entdeckung löste einen Silberrausch aus.
- 27. August 1859: Bei Titusville wird die erste Ölquelle in den Vereinigten Staaten erschlossen.
- 16. – 18. Oktober 1859: Der Abolitionist John Brown überfällt ein Waffenarsenal in Harpers Ferry im späteren Staat West Virginia.
- 2. Dezember 1859: John Brown wird für seine Aktion wegen Hochverrat hingerichtet.
- 3. April 1860: Der Pony-Express nimmt seine Arbeit auf.
- 23. April – 3. Mai 1860: Democratic National Convention in Charleston South Carolina. Der Parteitag kann sich nicht auf einen Präsidentschaftskandidaten festlegen.
- 9. Mai 1860: In Baltimore stellt die Constitutional Party John Bell als ihren Präsidentschaftskandidaten auf.
- 18. Mai 1860: Auf der Republican National Convention in Chicago wird Abraham Lincoln zum Präsidentschaftskandidaten der Republikaner nominiert.
- 18. – 23. Juni 1860: Auf ihrem zweiten Nominierungsparteitag des Jahres 1860, der in Baltimore stattfindet nominieren die Demokraten Stephen A. Douglas zum Präsidentschaftskandidaten
- 26. – 28. Juni 1860: Die Demokraten aus den Südstaaten lehnen die Nominierung von Douglas ab und nominieren ihrerseits bei einem Parteitag in Richmond in Virginia den amtierenden Vizepräsidenten John C. Breckinridge.
- 6. November 1860: Präsidentschafts- und Kongresswahlen in den USA. Der Republikaner Abraham Lincoln wird zum neuen Präsidenten gewählt (Amtsantritt 4. März 1861). Bei den Kongresswahlen sichern sich die Republikaner die Mehrheit in beiden Kammern.
- 18. Dezember 1860: Der Crittenden-Kompromiss wird in den Kongress eingebracht. Dieser Vermittlungsversuch zwischen dem Norden und dem Süden findet aber im Kongress keine Mehrheit.
- 20. Dezember 1860: Als Reaktion auf die Wahl Lincolns verkündet South Carolina seinen Austritt aus der Union. (Sezession)
- 3. Januar 1861: In Delaware entscheidet man sich für den Verbleib in der Union.
- 9. Januar 1861: Mississippi schließt sich der Sezession an.
- 10. Januar 1861: Florida schließt sich der Sezession an.
- 11. Januar 1861: Alabama schließt sich der Sezession an.
- 18. Januar 1861: Georgia schließt sich der Sezession an.
- 26. Januar 1861: Louisiana schließt sich der Sezession an.
- 29. Januar 1861. Kansas wird als 34. Staat in die Union aufgenommen.
- 1. Februar 1861: Texas schließt sich der Sezession an.
- 28. Februar 1861: Gründung des Colorado-Territoriums
- 2. März 1861: Gründung des Nevada-Territoriums
- 2. März 1861: Gründung des Dakota-Territoriums

## Die wichtigsten Gesetze
In den Sitzungsperioden des 36. Kongresses wurden unter anderem folgende Bundesgesetze verabschiedet (siehe auch: Gesetzgebungsverfahren):
- 16. Juni 1860: Pacific Telegraph Act of 1860
- 2. März 1861: Morrill Tariff

## Zusammensetzung nach Parteien

### Senat
- Demokratische Partei: 38
- Republikanische Partei: 26
- American Party: 2
- Vakant: 0

Gesamt: 66 Stand zu Beginn der Legislaturperiode
- Demokratische Partei: 26
- Republikanische Partei: 28
- Sonstige: 1
- Vakant: 13 (Vor allem Sitze aus den aus der Union ausgetretenen Staaten)

Gesamt: 68 Stand am Ende der Legislaturperiode

### Repräsentantenhaus
- Demokratische Partei: 83
- Republikanische Partei: 116
- Opposition Party: 19
- Unabhängige Demokraten: 15
- American Party: 5
- Vakant: 0

Gesamt: 237 Stand zu Beginn der Legislaturperiode
- Demokratische Partei: 58
- Republikanische Partei: 116
- Sonstige: 35
- Vakant: 29 (Vor allem Abgeordnete aus den ausgetretenen Südstaaten)

Gesamt: 238 Stand am Ende der Legislaturperiode
Außerdem gab es noch fünf nicht stimmberechtigte Kongressdelegierte.

## Amtsträger

### Senat
- Präsident des Senats: John C. Breckinridge (D)
- Präsident pro tempore: Benjamin Fitzpatrick (D) bis 26. Februar 1860, dann Jesse D. Bright (D) 12.–13. Juni 1860, danach bis zum 2. Dezember 1860 wieder Benjamin Fitzpatrick. Nach dem Mehrheitswechsel übernahm dann Solomon Foot (R) das Amt am 16. Februar 1861.

### Repräsentantenhaus
- Sprecher des Repräsentantenhauses: William Pennington (R)

## Senatsmitglieder
Im 36. Kongress vertraten folgende Senatoren ihre jeweiligen Bundesstaaten:
| Alabama - 2. Clement Claiborne Clay (D) bis zum 21. Januar 1861 - 3. Benjamin Fitzpatrick (D) bis zum 21. Januar 1861 Arkansas - 2. William King Sebastian (D) - 3. Robert Ward Johnson (D) Kalifornien - 1. David C. Broderick (D) bis zum 16. September 1859 - Henry P. Haun (D) Zwischen dem 3. Nov. 1859 und dem 4. März 1860 - Milton Latham (D) ab dem 5. März 1860 - 3. William M. Gwin (D) Connecticut - 1. James Dixon (R) - 3. Lafayette S. Foster (R) Delaware - 1. James A. Bayard (D) - 2. Willard Saulsbury (D) Florida - 1. Stephen Mallory (D) bis zum 21. Januar 1861 - 3. David Levy Yulee (D) bis zum 21. Januar 1861 Georgia - 2. Robert Augustus Toombs (D) bis zum 4. Februar 1861 - 3. Alfred Iverson (D) bis zum 28. Januar 1861 Illinois - 2. Stephen A. Douglas (D) - 3. Lyman Trumbull (R) Indiana - 1. Jesse D. Bright (D) - 3. Graham N. Fitch (D) Iowa - 2. James W. Grimes (R) - 3. James Harlan (R) Kansas - Vakant - Vakant Kentucky - 2. Lazarus W. Powell (D) - 3. John J. Crittenden (A) Louisiana - 2. Judah Philip Benjamin (D) bis zum 4. Februar 1861 - 3. John Slidell (D) bis zum 4. Februar 1861 Maine - 1. Hannibal Hamlin (R) bis zum 17. Januar 1861 - Lot M. Morrill (R) ab dem 17. Januar 1861 - 2. William P. Fessenden (R) Maryland - 1. Anthony Kennedy (A) - 3. James Pearce (D) Massachusetts - 1. Charles Sumner (R) - 2. Henry Wilson (R) Michigan - 1. Zachariah Chandler (R) - 2. Kinsley S. Bingham (R) | Minnesota - 1. Henry Mower Rice (D) - 2. Morton S. Wilkinson (R) Mississippi - 1. Jefferson Davis (D) bis zum 21. Januar 1861 - 2. Albert G. Brown (D) bis zum 21. Januar 1861 Missouri - 1. Trusten Polk (D) - 3. James S. Green (D) New Hampshire - 2. John P. Hale (R) - 3. Daniel Clark (R) New Jersey - 1. John Renshaw Thomson (D) - 2. John C. Ten Eyck (R) New York - 1. Preston King (R) - 3. William H. Seward (R) North Carolina - 2. Thomas Bragg (D) - 3. Thomas Lanier Clingman (D) Ohio - 1. Benjamin Wade (R) - 3. George E. Pugh (D) Oregon - 2. Edward Dickinson Baker (R) ab dem 2. Oktober 1860 - 3. Joseph Lane (D) Pennsylvania - 1. Simon Cameron (R) - 3. William Bigler (D) Rhode Island - 1. James F. Simmons (R) - 2. Henry B. Anthony (R) South Carolina - 2. James Chesnut (D) bis zum 10. November 1860 - 3. James Henry Hammond (D) bis zum 11. November 1860 Tennessee - 1. Andrew Johnson (D) - 2. Alfred Nicholson (D) bis zum 3. März 1861 Texas - 1. Matthias Ward (D) bis zum 5. Dezember 1859 - Louis Wigfall (D) ab dem 5. Dezember 1859 - 2. John Hemphill (D) Vermont - 1. Solomon Foot (R) - 3. Jacob Collamer (R) Virginia - 1. James Murray Mason (D) - 2. Robert Hunter (D) Wisconsin - 1. James Rood Doolittle (R) - 3. Charles Durkee (R) |

## Mitglieder des Repräsentantenhauses
Folgende Kongressabgeordnete vertraten im 36. Kongress die Interessen ihrer jeweiligen Bundesstaaten:
| Alabama 7 Wahlbezirke - 1. James Adams Stallworth (D) bis zum 21. Januar 1861 - 2. James L. Pugh (D) bis zum 21. Januar 1861 - 3. David Clopton (D) bis zum 21. Januar 1861 - 4. Sydenham Moore (D) bis zum 21. Januar 1861 - 5. George S. Houston (D) bis zum 21. Januar 1861 - 6. Williamson Cobb (D) bis zum 21. Januar 1861 - 7. Jabez Curry (D) bis zum 21. Januar 1861 Arkansas 2 Wahlbezirke - 1. Thomas Carmichael Hindman (D) - 2. Albert Rust (D) Kalifornien 2 Wahlbezirke - 1. John C. Burch (D) - 2. Charles L. Scott (D) Connecticut 4 Wahlbezirke - 1. Dwight Loomis (R) - 2. John Woodruff (R) - 3. Alfred A. Burnham (R) - 4. Orris S. Ferry (R) Delaware Staatsweite Wahl - William G. Whiteley (D) Florida Staatsweit - George Sydney Hawkins (D) bis zum 21. Januar 1861 Georgia 8 Wahlbezirke - 1. Peter Early Love (D) bis zum 23. Januar 1861 - 2. Martin Jenkins Crawford (D) bis zum 23. Januar 1861 - 3. Thomas Hardeman (Opposition Party) bis zum 23. Januar 1861 - 4. Lucius Jeremiah Gartrell (D) bis zum 23. Januar 1861 - 5. John W. H. Underwood (D) bis zum 23. Januar 1861 - 6. James Jackson (D) bis zum 23. Januar 1861 - 7. Joshua Hill (A) bis zum 23. Januar 1861 - 8. John James Jones (D) bis zum 23. Januar 1861 Illinois 9 Wahlbezirke - 1. Elihu B. Washburne (R) - 2. John F. Farnsworth (R) - 3. Owen Lovejoy (R) - 4. William Kellogg (R) - 5. Isaac N. Morris (D) - 6. John Alexander McClernand (D) - 7. James Carroll Robinson (D) - 8. Philip B. Fouke (D) - 9. John A. Logan (D) Indiana 11 Wahlbezirke - 1. James Lockhart (D) bis zum 7. September 1857 - William E. Niblack (D) - 2. William Hayden English (D) - 3. William McKee Dunn (R) - 4. William S. Holman (D) - 5. David Kilgore (R) - 6. Albert Porter (R) - 7. John G. Davis (Anti-Lecompton Demokrat) - 8. James Wilson (R) - 9. Schuyler Colfax (R) - 10. Charles Case (R) - 11. John U. Pettit (R) Iowa 2 Wahlbezirke - 1. Samuel Ryan Curtis (R) - 2. William Vandever (R) Kansas Staatsweite Wahl - Martin F. Conway (R) ab dem 29. Januar 1861 Kentucky 10 Wahlbezirke - 1. Henry Cornelius Burnett (D) - 2. Samuel Peyton (D) - 3. Francis Bristow (O) - 4. William Clayton Anderson (O) - 5. John Young Brown (D) ab dem 3. Dezember 1860 - 6. Green Adams (O) - 7. Robert Mallory (O) - 8. William E. Simms (D) - 9. Laban T. Moore (O) - 10. John W. Stevenson (D) Louisiana 4 Wahlbezirke - 1. John Edward Bouligny (A) - 2. Miles Taylor (D) bis zum 5. Februar 1861 - 3. Thomas G. Davidson (D) - 4. John M. Landrum (D) Maine 6 Wahlbezirke - 1. Daniel E. Somes (R) - 2. John J. Perry (R) - 3. Ezra B. French (R) - 4. Freeman H. Morse (R) - 5. Israel Washburn (R) bis zum 1. Januar 1861 - Stephen Coburn (R) ab dem 2. Januar 1861 - 6. Stephen Clark Foster (R) Maryland 6 Wahlbezirke. - 1. James Augustus Stewart (D) - 2. Edwin Hanson Webster (A) - 3. James Morrison Harris (A) - 4. Henry Winter Davis (A) - 5. Jacob Michael Kunkel (D) - 6. George Wurtz Hughes (D) Massachusetts 11 Wahlbezirke - 1. Thomas D. Eliot (R) - 2. James Buffinton (R) - 3. Charles Francis Adams, Sr. (R) - 4. Alexander H. Rice (R) - 5. Anson Burlingame (R) - 6. John B. Alley (R) - 7. Daniel W. Gooch (R) - 8. Charles R. Train (R) - 9. Eli Thayer (R) - 10. Charles Delano (R) - 11. Henry L. Dawes (R) Michigan 4 Wahlbezirke - 1. George B. Cooper (D) bis zum 15. Mai 1860 - William Alanson Howard (R) ab dem 15. Mai 1860 - 2. Henry Waldron (R) - 3. Francis William Kellogg (R) - 4. DeWitt C. Leach (R) Minnesota Staatsweite Wahlen - Cyrus Aldrich (R) - William Windom (R) Mississippi 5 Wahlbezirke - 1. Lucius Lamar (D) bis Dezember 1860 - 2. Reuben Davis (D) bis zum 12. Januar 1861 - 3. William Barksdale (D) bis zum 12. Januar 1861 - 4. Otho R. Singleton (D) bis zum 12. Januar 1861 - 5. John J. McRae (D) bis zum 12. Januar 1861 Missouri 7 Wahlbezirke - 1. John Richard Barret (D) bis zum 8. Juni 1860 und erneut ab dem 3. Dezember 1860 - Francis Blair zwischen dem 8. Juni und dem 25. Juni 1860 - 2. Thomas Lilbourne Anderson (unabhängiger Demokrat) - 3. John Bullock Clark (D) - 4. James Craig (D) - 5. Samuel H. Woodson (A) - 6. John S. Phelps (D) - 7. John William Noell (D) New Hampshire 3 Wahlbezirke - 1. Gilman Marston (R) - 2. Mason Tappan (R) - 3. Thomas M. Edwards (R) New Jersey 5 Wahlbezirke - 1. John T. Nixon (R) - 2. John L. N. Stratton (R) - 3. Garnett Adrain (ALD = Anti Lecompte Dem.) - 4. Jetur R. Riggs (ALD) - 5. William Pennington (R) | New York 33 Wahlbezirke. - 1. Luther C. Carter (R) - 2. James Humphrey (R) - 3. Daniel E. Sickles (D) - 4. Thomas J. Barr (unabhängiger Demokrat) - 5. William B. Maclay (D) - 6. John Cochrane (D) - 7. George Briggs (R) - 8. Horace F. Clark (ALD) - 9. John B. Haskin (ALD) - 10. Charles Van Wyck (R) - 11. William Scheuneman Kenyon (R) - 12. Charles Lewis Beale (R) - 13. Abram B. Olin (R) - 14. John Hazard Reynolds (ALD) - 15. James B. McKean (R) - 16. George William Palmer (R) - 17. Francis E. Spinner (R) - 18. Clark B. Cochrane (R) - 19. James H. Graham (R) - 20. Roscoe Conkling (R) - 21. R. Holland Duell (R) - 22. M. Lindley Lee (R) - 23. Charles B. Hoard (R) - 24. Charles B. Sedgwick (R) - 25. Martin Butterfield (R) - 26. Emory B. Pottle (R) - 27. Alfred Wells (R) - 28. William Irvine (R) - 29. Alfred Ely (R) - 30. Augustus Frank (R) - 31. Silas Mainville Burroughs (R) bis zum 3. Juni 1860 - Edwin R. Reynolds (R) ab dem 5. Dezember 1860 - 32. Elbridge G. Spaulding (R) - 33. Reuben Fenton (R) North Carolina 8 Wahlbezirke - 1. William Smith (O) - 2. Thomas Ruffin (D) - 3. Warren Winslow (D) - 4. Lawrence O’Bryan Branch (D) - 5. John Adams Gilmer (O) - 6. James Madison Leach (O) - 7. Francis Burton Craige (D) - 8. Zebulon Baird Vance (D) Ohio 21 Wahlbezirke - 1. George H. Pendleton (D) - 2. John A. Gurley (R) - 3. Clement Vallandigham (D) - 4. William Allen (D) - 5. James Mitchell Ashley (R) - 6. William Howard (D) - 7. Thomas Corwin (R) - 8. Benjamin Stanton (R) - 9. John Carey (R) - 10. Carey A. Trimble (R) - 11. Charles D. Martin (D) - 12. Samuel S. Cox (D) - 13. John Sherman (R) - 14. Cyrus Spink (R) bis zum 31. Mai 1859 - Harrison G. O. Blake (R) ab dem 11. Oktober 1859 - 15. William Helmick (R) - 16. Cydnor B. Tompkins (R) - 17. Thomas Clarke Theaker (R) - 18. Sidney Edgerton (R) - 19. Edward Wade (R) - 20. John Hutchins (R) - 21. John Bingham (R) Oregon Staatsweite Wahl - Lansing Stout (D) Pennsylvania 25 Wahlbezirke - 1. Thomas Birch Florence (D) - 2. Edward Joy Morris (R) - 3. John Paul Verree (R) - 4. William Millward (R) - 5. John Wood (R) - 6. John Hickman (ALD) - 7. Henry Clay Longnecker (R) - 8. John Schwartz (ALD) bis zum 20. Juni 1860 - Jacob Kerlin McKenty (D) ab dem 3. Dezember 1860 - 9. Thaddeus Stevens (R) - 10. John Weinland Killinger (R) - 11. James Hepburn Campbell (R) - 12. George W. Scranton (R) - 13. William Harrison Dimmick (D) - 14. Galusha A. Grow (R) - 15. James Tracy Hale (R) - 16. Benjamin Franklin Junkin (R) - 17. Edward McPherson (R) - 18. Samuel Steel Blair (R) - 19. John Covode (R) - 20. William Montgomery (D) - 21. James K. Moorhead (R) - 22. Robert McKnight (R) - 23. William Stewart (R) - 24. Chapin Hall (R) - 25. Elijah Babbitt (R) Rhode Island 2 Wahlbezirke - 1. Christopher Robinson (R) - 2. William Daniel Brayton (R) South Carolina 6 Wahlbezirke - 1. John McQueen (D) bis zum 21. Dezember 1860 - 2. William Porcher Miles (D) bis zum 21. Dezember 1860 - 3. Laurence Massillon Keitt (D) bis zum 21. Dezember 1860 - 4. Milledge Luke Bonham (D) bis zum 21. Dezember 1860 - 5. John D. Ashmore (D) bis zum 21. Dezember 1860 - 6. William Waters Boyce (D) bis zum 21. Dezember 1860 Tennessee 10 Wahlbezirke - 1. Thomas Nelson (O) - 2. Horace Maynard (O) - 3. Reese Bowen Brabson (O) - 4. William Brickly Stokes (O) - 5. Robert H. Hatton (O) - 6. James Houston Thomas (D) - 7. John Vines Wright (D) - 8. James Minor Quarles (O) - 9. Emerson Etheridge (O) - 10. William Tecumsah Avery (D) Texas 2 Wahlbezirke - 1. John Henninger Reagan (D) - 2. Andrew Jackson Hamilton (unabhängiger Demokrat) Vermont 3 Wahlbezirke - 1. Eliakim Persons Walton (R) - 2. Justin Smith Morrill (R) - 3. Homer Elihu Royce (R) Virginia 13 Wahlbezirke - 1. Muscoe Garnett (D) - 2. John Millson (D) - 3. Daniel Coleman DeJarnette (unabhängiger Demokrat) - 4. William Goode (D) bis zum 3. Juli 1859 - Roger Atkinson Pryor (D) ab dem 7. Dezember 1859 - 5. Thomas Stanley Bocock (D) - 6. Shelton Leake (unabhängiger Demokrat) - 7. William Smith (D) - 8. Alexander Boteler (O) - 9. John T. Harris (unabhängiger Demokrat) - 10. Sherrard Clemens (D) - 11. Albert Gallatin Jenkins (D) - 12. Henry A. Edmundson (D) - 13. Elbert S. Martin (unabhängiger Demokrat) Wisconsin 3 Wahlbezirke - 1. John F. Potter (R) - 2. Cadwallader C. Washburn (R) - 3. Charles H. Larrabee (D) |

Nicht stimmberechtigte Mitglieder im Repräsentantenhaus:
- Kansas-Territorium: Marcus Junius Parrott (R) bis zum 29. Januar 1861
- Nebraska-Territorium: Experience Estabrook bis zum 18. Mai 1860
  - Samuel Gordon Daily (R) ab dem 18. Mai 1860
- New-Mexico-Territorium: Miguel Antonio Otero (D)
- Utah-Territorium: William Henry Hooper (D)
- Washington-Territorium: Isaac Ingalls Stevens (D)